# 连休
連休（?—?），中国东汉時代遼西鮮卑族人。
元初二年（115年）秋，遼東郡鮮卑包围辽东郡无虑县。州郡合兵固保清野，鮮卑最終無所得。鮮卑再攻扶黎营，殺長吏。
元初四年（117年），遼西鮮卑連休等遂烧塞门，掠奪百姓。烏桓大人於秩居和連休有宿怨，于是和漢朝郡兵一起奔击鲜卑，大胜，斬首一千三百级，獲得其生口、牛、馬、財物等。
元初五年（118年）秋，代郡鮮卑万余騎遂破塞入寇汉朝，分攻城邑，火烧官署，殺長吏。漢朝征发缘边甲卒、黎阳营兵，屯駐上谷以備敌人。冬，鮮卑侵入上谷郡，攻打居庸关。漢朝再次征发缘边诸郡、黎阳营兵、积射士步骑二万人，屯駐列沖要。
元初六年（119年）秋，鮮卑侵入馬城塞，殺長吏。度遼将軍邓遵征发积射士三千人，派匈奴中郎将马续率南匈奴萬氏尸逐侯鞮单于，与遼西郡、右北平郡兵馬会合，出塞追击鲜卑，大胜、獲得很多生口及牛、羊、財物。